# Ko Gi-hyun
Ko Gi-hyun (kor. 고기현; ur. 11 maja 1986) – południowokoreańska łyżwiarka szybka, specjalistka short tracku, mistrzyni i wicemistrzyni olimpijska z Salt Lake City.
Podczas igrzysk w Salt Lake City, mając niecałe 16 lat, wystąpiła w dwóch konkurencjach w short tracku. Zdobyła złoty medal w biegu indywidualnym na 1500 metrów. W rywalizacji indywidualnej na 1000 metrów zdobyła srebrny medal, przegrywając z Chinką Yang Yang (A).